# Saint-Benoît-du-Sault
Saint-Benoît-du-Sault település Franciaországban, Indre megyében. Lakosainak száma 510 fő (2022. január 1.). Saint-Benoît-du-Sault La Châtre-Langlin, Parnac és Roussines községekkel határos.

## Népesség
A település népessége az elmúlt években az alábbi módon változott:
| Lakosok száma | 822  | 836  | 856  | 714  | 622  | 612  | 602  | 576  | 554  | 510  |
|               | 1968 | 1982 | 1990 | 2006 | 2013 | 2015 | 2017 | 2019 | 2020 | 2022 |